# گابریل کیکسید
گابریل کیکسید (انگلیسی: Gabriel Kicsid؛ زادهٔ ۲ آوریل ۱۹۴۸) بازیکن هندبال اهل رومانی است.